# Typhochrestinus
Typhochrestinus là một chi nhện trong họ Linyphiidae.